# Hyattella
Hyattella is een geslacht van sponsdieren uit de klasse van de Demospongiae (gewone sponzen).

## Soorten
- Hyattella cavernosa (Pallas, 1766)
- Hyattella concertina (de Laubenfels, 1954)
- Hyattella cribriformis (Hyatt, 1877)
- Hyattella globosa Lendenfeld, 1889
- Hyattella hancocki (Dickinson, 1945)
- Hyattella intestinalis (Lamarck, 1814)
- Hyattella meander Lendenfeld, 1889
- Hyattella obscura Lendenfeld, 1889
- Hyattella pertusa (Esper, 1794)
- Hyattella sinuosa (Pallas, 1766)
- Hyattella tenella Lendenfeld, 1889
- Hyattella tubaria Lendenfeld, 1889